# Asthenes humilis
Cesteiro-de-garganta-riscada ou lenheiro-de-garganta-raiada (Asthenes humilis) é uma espécie de ave da família Furnariidae.
Pode ser encontrada nos seguintes países: Bolívia e Peru.
Os seus habitats naturais são: campos rupestres subtropicais ou tropicais.